# Multicar M 25
Multicar M 25 – mikrosamochód ciężarowy oraz komunalny produkowany przez wschodnioniemieckie, a po zjednoczeniu niemieckie przedsiębiorstwo Multicar w latach 1978–1993.

## Historia i opis modelu
Multicar M 25 zastąpił w 1978 roku model M 24. 70% produkcji przeznaczona była na eksport głównie do krajów RWPG. Pojazd wyposażony był w silnik wysokoprężny o pojemności 2,0 l produkcji IFA o mocy 45 KM (33 kW). W 1990 roku nastąpiło zjednoczenie Niemiec w efekcie czego w 1991 roku przedsiębiorstwo VEB Fahrzeugwerk Waltershausen zostało sprywatyzowane i zmieniło nazwę na Multicar. W tym samym roku zaczęto też wyposażać Multicary w silniki wysokoprężne produkcji Volkswagena o pojemności 1,9 l i mocy 54 KM (40 kW). W 1993 roku zakończono produkcję M 25, a następcą został gruntownie zmodernizowany model M 26. Powstało łącznie ok. 100 tys. sztuk.

## Dane techniczne
Źródło:

### Silnik 2,0
- R4 2,0 l (1997 cm³), Diesel
- Producent: IFA
- Średnica × skok tłoka: 88,00 mm × 85,00 mm
- Moc maksymalna: 45 KM (33,1 kW) przy 3000 obr./min
- Maksymalny moment obrotowy: 108 N•m przy 2300 obr./min
- Prędkość maksymalna: 52 km/h

### Silnik 1,9
- R4 1,9 l (1896 cm³), Diesel
- Producent: Volkswagen
- Moc maksymalna: 54 KM (45 kW) przy b.d.
- Maksymalny moment obrotowy: b.d.
- Prędkość maksymalna: 80 km/h

### Inne
- Promień zawracania:  4,2 m
- Rozstaw kół przód / tył: 1215 mm / 1115 mm

## Galeria

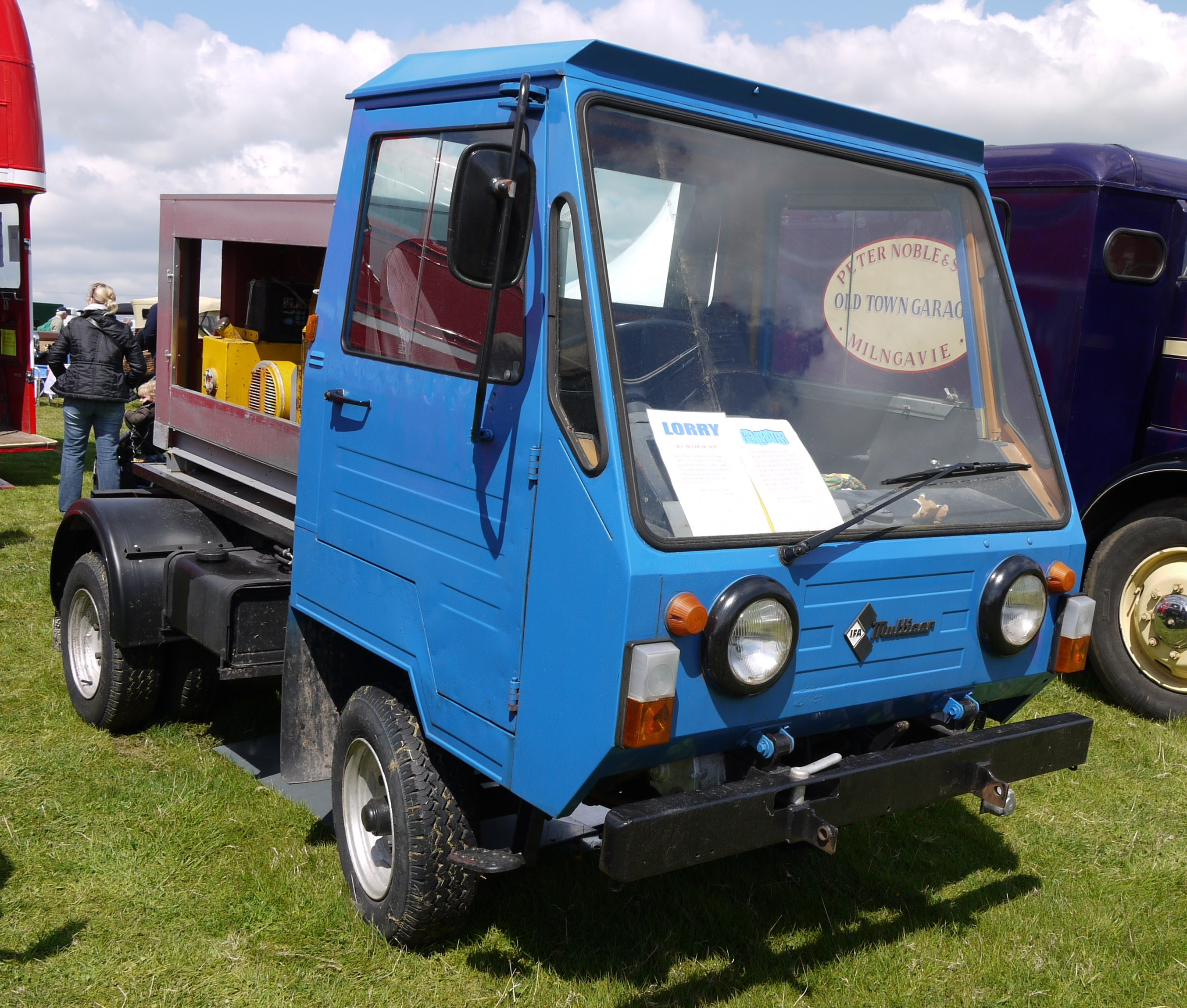
IFA Multicar M 25 z początku produkcji w wersji na rynek brytyjski
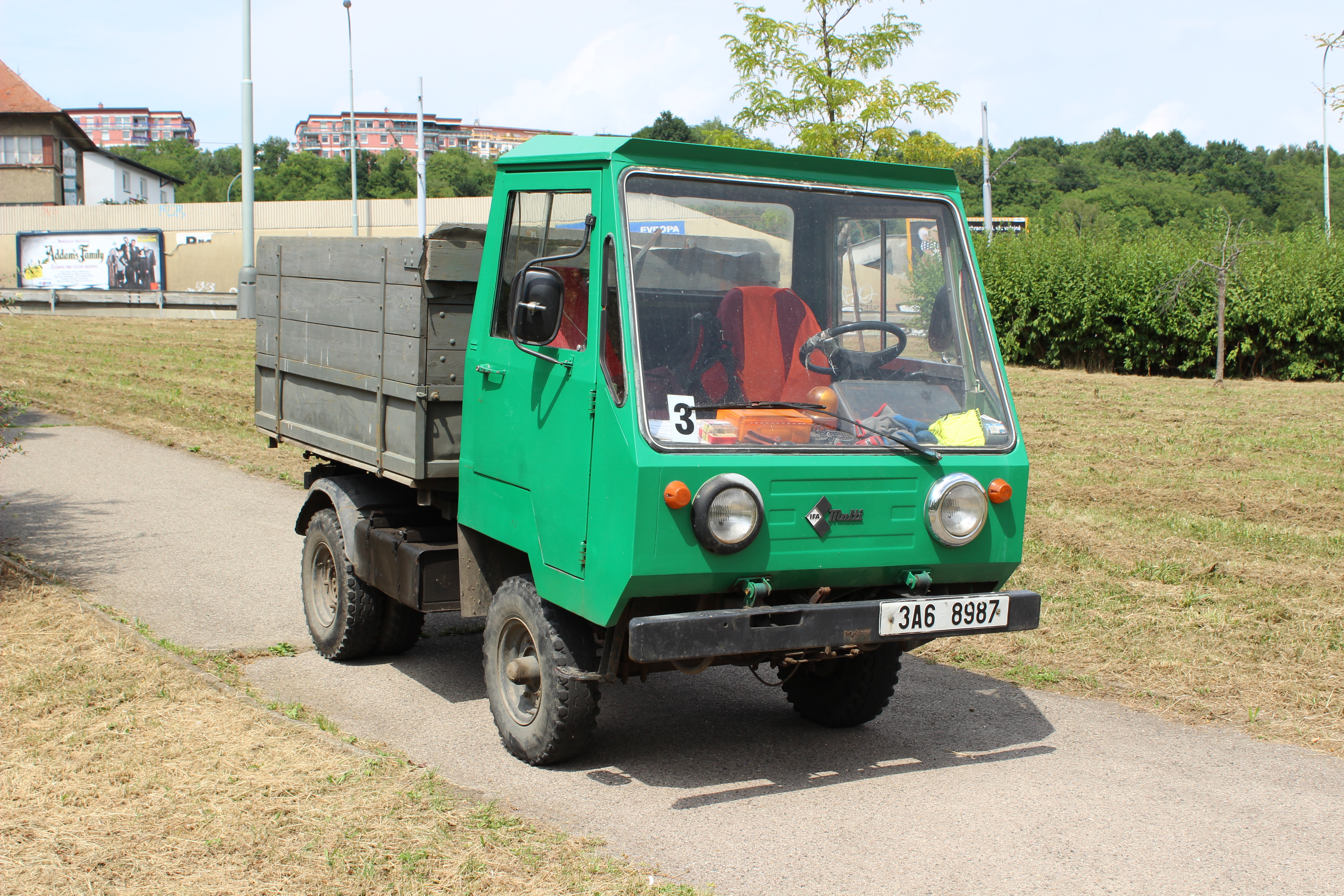
IFA Multicar M 25
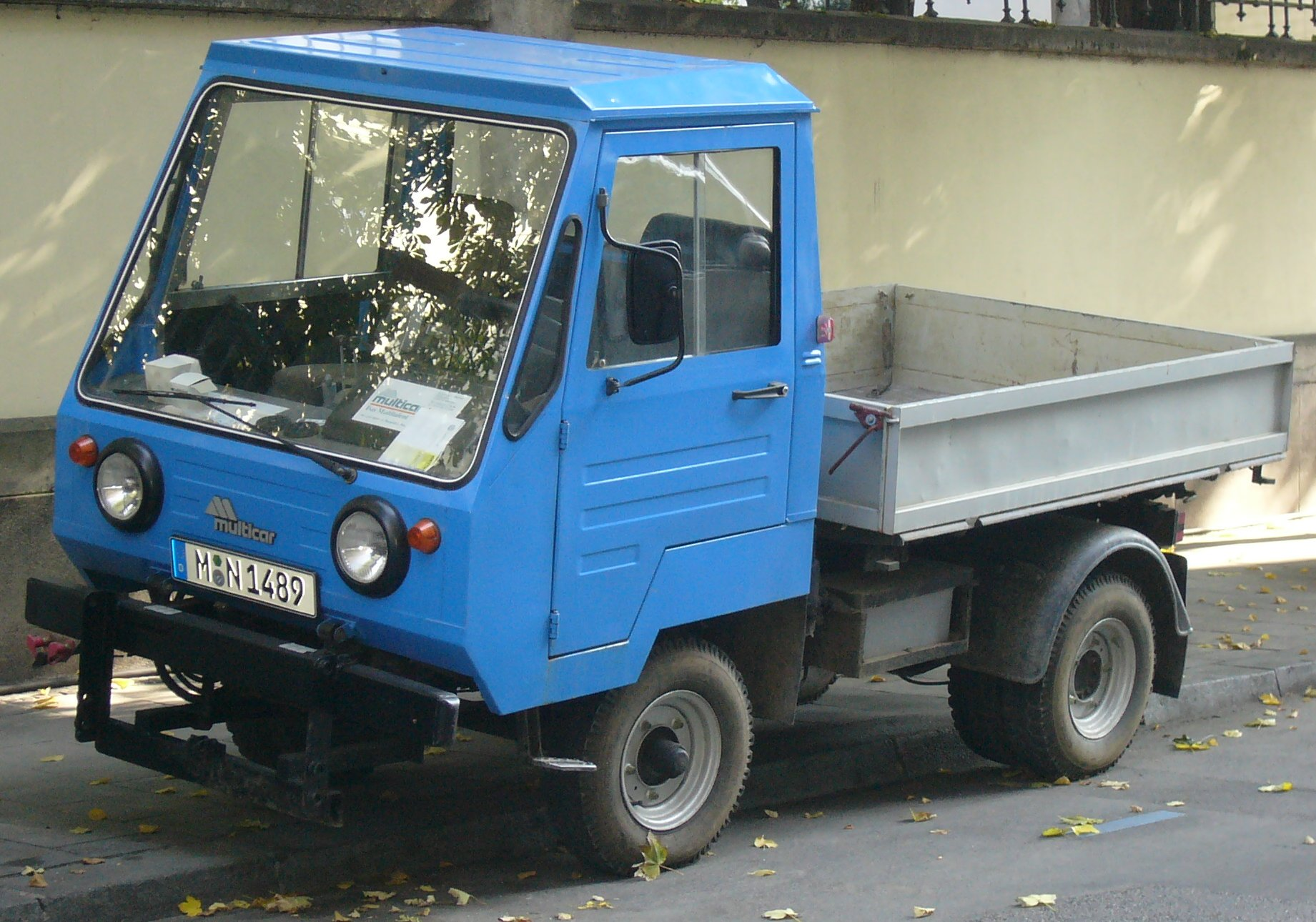
Multicar M 25 z końca produkcji